# Козубенко, Михаил Яковлевич
Михаил Яковлевич Козубенко (31 октября 1910, Одесса — 15 ноября 2002, Одесса) — украинский кинооператор. Награждён орденом Октябрьской революции, медалями, знаком «Отличник кинематографии СССР».

## Биография
Родился 31 октября 1910 в Одессе в семье рабочего. Окончил операторский факультет Киевского киноинститута (1934).
Работал оператором Одесской киностудии (1934—1940), оператором научно-технических фильмов в Новосибирске (1940—1949) и на Свердловской киностудии (ныне Екатеринбург , 1948—1953).
С 1953 г. — оператор Одесской киностудии художественных фильмов.
Снял научно-популярные ленты : «Два урожая в год» (1953), «Стрелочные переводы» (1954), «Комбайновая уборка зерновых культур» (1955), «Луга и пастбища на Украине» (1956), «Калибровка семян кукурузы» (1957), «Морские пути Украины» (1958), «Турбоходы типа „Ленинский комсомол“» (1959), «Техника безопасности палубной команды» (1960), «Моя профессия» (1966), «Лесозащитные полосы» (1967, бронзовая медаль ВДНХ, 1969), «Интенсивное садоводство» (1967, бронзовая медаль ВДНХ, 1969), «Ремонт сельскохозяйственной техники» (1968 , реж.-оп.), «Монтаж холодильных установок» (1970 , реж.-оп.) и др., а также художественные фильмы : «Кони не виноваты» (1957), «Как поссорились Иван Иванович с Иваном Никифоровичем» (1959) [2], «Им было девятнадцать» (1960, в соавт. с В. Симбирцевым) и многие учебные кинокартины.
Член Национального союза кинематографистов Украины с 1958 года.